# Borgorose
Borgorose là một đô thị ở tỉnh Rieti trong vùng Latium, có khoảng cách khoảng 70 km về phía đông bắc của Roma và cách khoảng 40 km southvề phía đông của Rieti. Tại thời điểm ngày 31 tháng 12 năm 2004, đô thị này có dân số 4.541 người và diện tích là 148,8 km².
Đô thị Borgorose có các frazioni (các đơn vị cấp dưới, chủ yếu là các làng) Cartore, Castelmenardo, Collemaggiore, Colleviati, Colorso, Corvaro, Collefegato, Grotti, Pagliara, Poggiovalle, Ponte Civitella, Santa Anatolia, Santo Stefano, Spedino, Torano, Villerose, và Villette.
Borgorose giáp các đô thị: L'Aquila, Lucoli, Magliano de' Marsi, Pescorocchiano, Sante Marie, Tornimparte.